# 迷宮

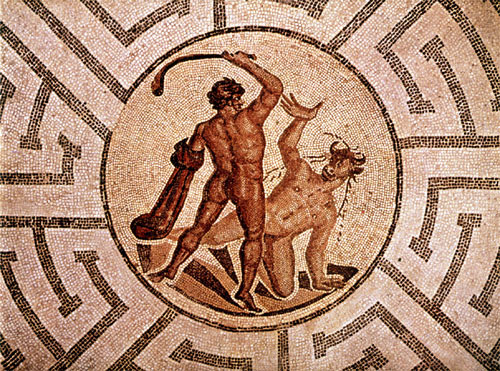
古羅馬描繪弥诺陶洛斯和忒修斯的迷宮 （大理石鑲嵌畫）

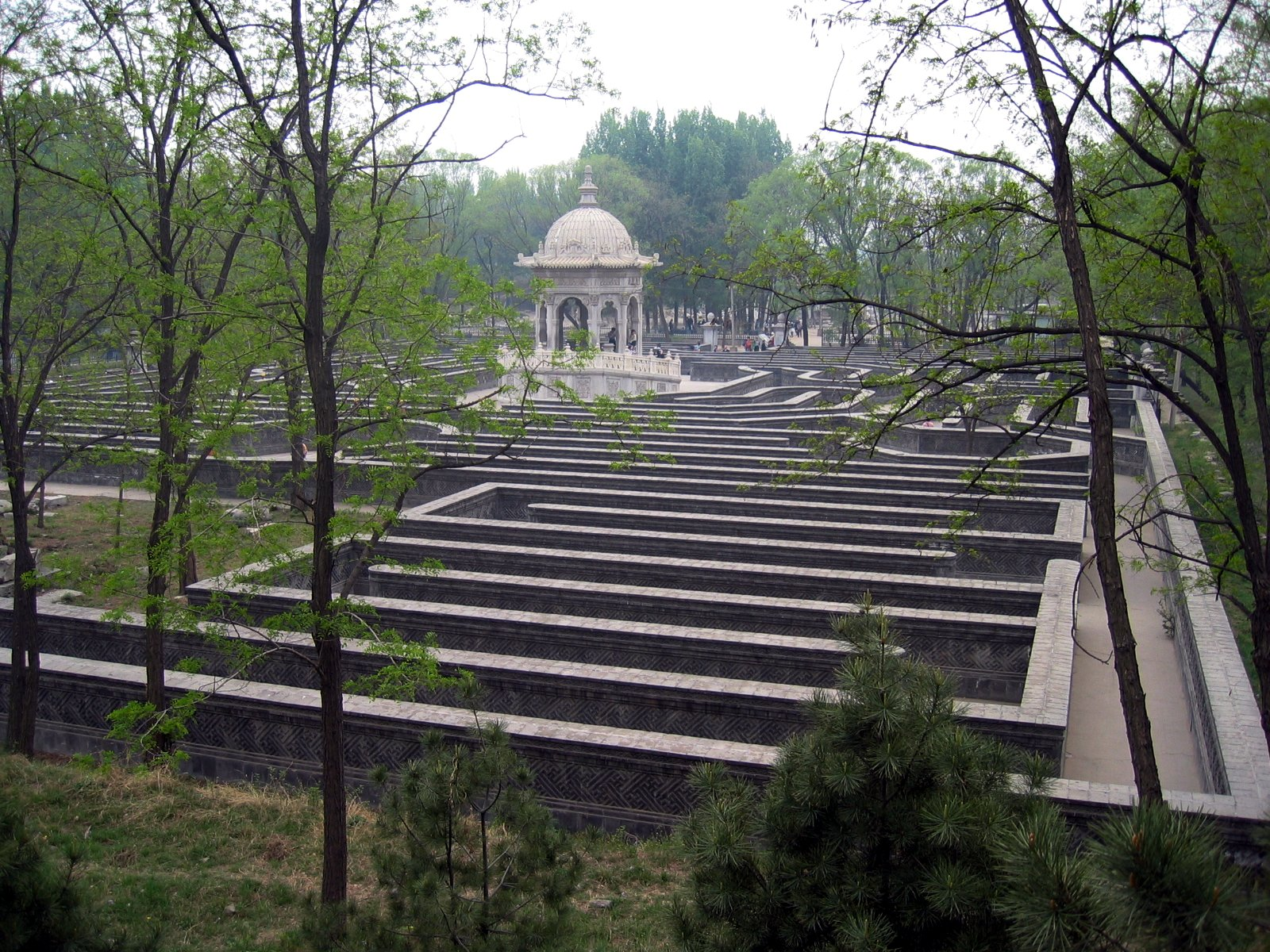
重新修復的万花阵迷宫，位於中國北京圓明園長春園的西洋樓內

迷宮（拉丁轉寫：labyrinthos）在希臘神話中是一座精心製作的建築物，由名匠代達羅斯為克里特島的國王米諾斯所設計，建造於克諾索斯。這座迷宮用來囚禁米諾斯的兒子，半人半牛怪物的彌諾陶洛斯。代達羅斯巧妙地建造這座迷宮，使得在完成後他本人幾乎無法從中逃脫。雅典英雄忒修斯得到阿里阿德涅的相助，在殺害彌諾陶洛斯後，順著阿里阿德涅的線帶領之下成功逃出迷宮。
Labyrinth這個字經常可以和Maze（迷路園）互換使用，但現代專門學者使用更嚴格的定義。對他們而言，Maze是一個遊覽拼圖參觀的形式，有著可以選擇不同路徑與方向的複雜分歧通道；而單一路徑的Labyrinth只有一條唯一的歐拉路徑到達中心。Labyrinth在中心和原處有條明確的通過路，而不是設計來讓人難以導覽。

## 古代迷宮
老普林尼在《自然史》（Naturalis Historia）一書中提到四個古老的迷宮：克里特迷宮（the Cretan Maze），埃及、利姆諾斯和義大利的一座迷宮。
Labyrinth這個字原本來自前希臘的Pelasgian地方，後為古希臘語所吸收，其可能與呂底亞語的labrys（雙刃斧，象徵王權。最早的迷宮是在克里特的王室米諾斯宮殿，意思是“雙斧宮殿”，和這個說法吻合。）有關，字尾 -inthos 的意思是“地方”（如科林斯，Corinth）。

## 電子遊戲領域
在電子遊戲提到的迷宮，通常指的是Dungeon，原意為地牢。
在黑田幸弘著作關於《龍與地下城》的書籍中所寫到，語源是來自古城堡地底下會有埋藏財寶或怪物棲息的西方謠傳。
在遊戲中，迷宮被表現為冒險舞台裡，藏有各式各樣奇妙與謎題或寶藏的危險區域，經常作為區域魔王的所在地(魔王的房間)。型態有洞窟、人工建築物(廢棄城堡或陵墓等)、密林、山路等。迷宮內有惡徒或凶猛的生物（真實存在或想像物體都有）徘徊，其中可能會有陷阱、不明設施、遺跡或寶物等。在桌上角色扮演遊戲《龍與地下城》，可以見到城底有地下數十層、數百公尺的大型迷宮，越往地下移動危險度越高，不過也伴隨著更好的報酬。但若在途中被打倒則會丟失所持道具。

## 大眾文化
- 迷宮塔
- 迷宮傳奇
- 波西傑克森—迷宮戰場
- 移動迷宮
- 3D迷宮

## 外部連結
- （法文） Philippe Fassier 迷路設計者網站 （页面存档备份，存于）